# یو-۸۷ ام‌جی
در زیست‌شناسی سلولی، یو-۸۷ ام‌جی یک رده سلولی گلیوبلاستوم انسانی است که معمولاً در تحقیقات سرطان مغز استفاده می‌شود.